# Coryne epizoica
Coryne epizoica är en nässeldjursart som beskrevs av Eberhard Stechow 1921. Coryne epizoica ingår i släktet Coryne och familjen Corynidae. Inga underarter finns listade i Catalogue of Life.